# SV Jahnsbach
SV Jahnsbach was een Duitse voetbalclub uit Jahnsbach, Thum, Saksen.

## Geschiedenis
De club werd opgericht in 1913 en sloot zich in 1919 aan bij de Midden-Duitse voetbalbond. De club speelde in de competitie van het Opperertsgebergte, een van de vele competities van de Midden-Duitse bond. Na de invoering van de Gauliga Sachsen in 1933 speelde de club niet meer op het hoogste niveau.
Na de Tweede Wereldoorlog werden alle Duitse voetbalclubs ontbonden. De club werd heropgericht als SG Jahnsbach. In 1962 werd de club een BSG onder de naam BSG Fortschritt Jahnsbach.
Na de Duitse hereniging werd de historische naam weer aangenomen. De club speelde tot 2013 in de laagste reeksen en werd toen opgeheven.

## Erelijst
Kampioen van het Opperertsgebergte
1929